# Усть-Донецкая (станция)
Усть-Донецкая — железнодорожная станция Ростовского региона Северо-Кавказской железной дороги, находящаяся в посёлке Усть-Донецкий Усть-Донецкого района Ростовской области.

## История и деятельность
Строительство железнодорожной линии Лесостепь — Усть-Донецкая связана со строительством в Усть-Донецкого порта.
Участок железной дороги Лесостепь — Усть-Донецкая примыкает к основной магистрали Северо-Кавказской железной дороги Ростов— Лихая.
С целью перевозки грузов (в основном угля) в порт была построена грузовая станция Усть-Донецкая с подъездными путями в речной порт. 
С ноября 1962 года открылось регулярное грузовое движение поездов на однопутной железнодорожной линии Лесостепь Усть-Донецкая.
В 1968 году железнодорожная линия была электрифицирована переменным током. 
Пассажирское движением на данном участке было представлено пригородными электропоездами, которые связывали станцию Усть-Донецкая с городом Ростовом-на-Дону, а также промежуточными станциями по маршруту следования (Шахтная, Новочеркасск и другими).
По станции Усть-Донецкая ежедневно курсирует один электропоезд №6169/6170 сообщением Ростов—Усть-Донецкая.